# صاحب خزعل
صاحب خزعل (به انگلیسی: Sahib Khazal؛ زادهٔ ۱ ژانویهٔ ۱۹۴۳ – درگذشتهٔ ۹ مهٔ ۲۰۲۵) بازیکن فوتبال اهل عراق بود.
وی در تیم ملی فوتبال عراق بازی کرده‌بود.

## مرگ
صاحب خزعل در ۹ مهٔ ۲۰۲۵، در سن ۸۱ سالگی در بغداد، عراق درگذشت.